# Joan Juan Cañellas
Joan Juan Cañellas (Santa Maria del Camí, 1902 - ?) va ser un ciclista mallorquí que va córrer a la dècada dels anys 20 del segle xx. Sense aconseguir cap victòria, va obtenir bons resultats en proves com la Volta a Catalunya o la Volta a Cantàbria.

## Palmarès
- 1924
  - 4t a la Volta Ciclista a Catalunya
- 1925
  - 3r a la Volta a Cantàbria
  - 5è a la Volta Ciclista a Catalunya
- 1926
  - 2n a la Volta a Cantàbria i vencedor d'una etapa
  - 5è a la Volta Ciclista a Catalunya